# Ralf Kalich

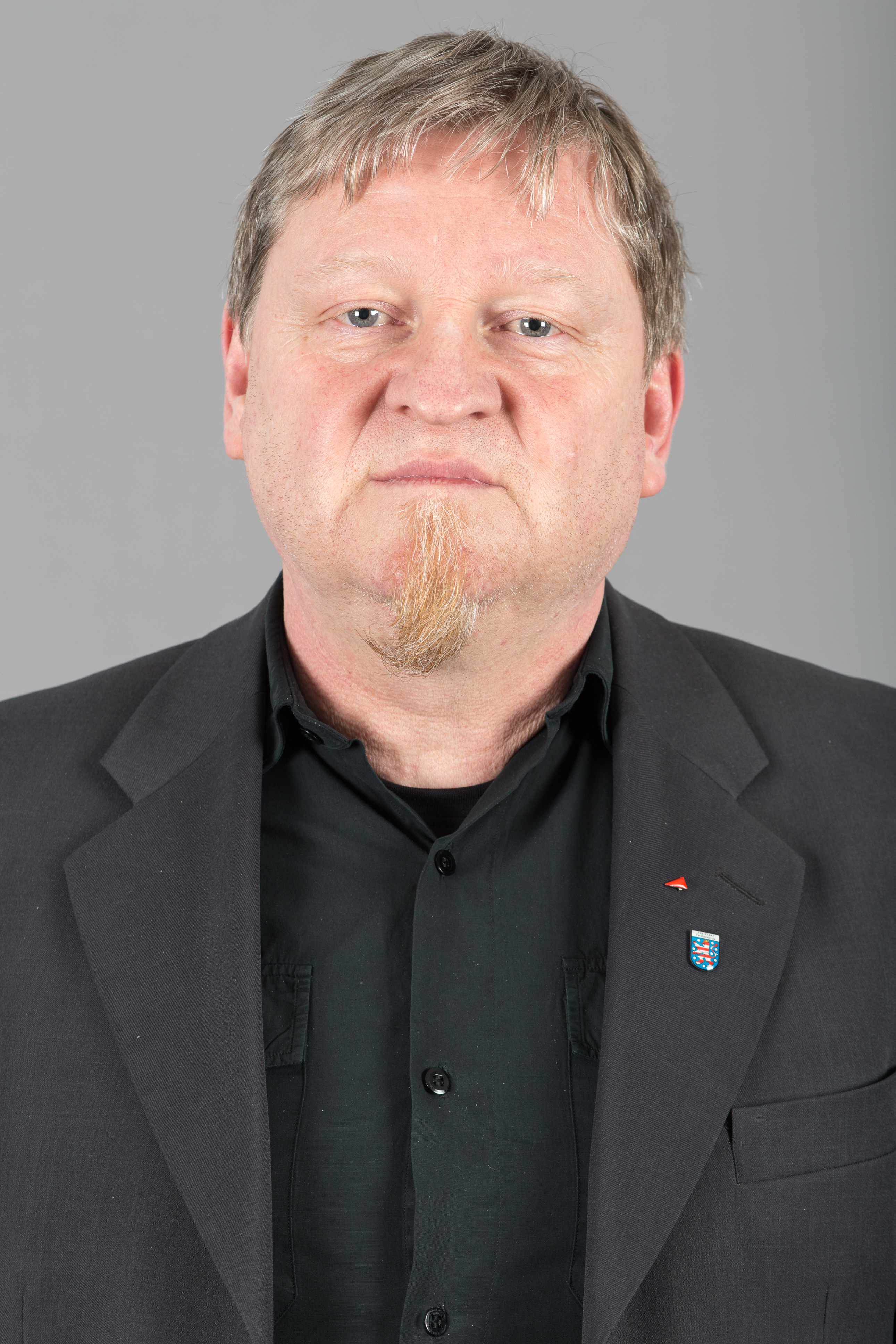
Ralf Kalich 2016

Ralf Kalich (* 10. April 1961 in Lobenstein, Bezirk Gera, DDR) ist ein deutscher Politiker (SED, PDS, Die Linke). Er war von 2005 bis 2009 und von 2012 bis 2024 Mitglied des Thüringer Landtags.

## Leben
Nach dem Abschluss der 10. Klasse absolvierte Kalich von 1977 bis 1979 eine Ausbildung zum Elektromonteur. Anschließend besuchte er von 1979 bis 1982 die Offiziershochschule der Grenztruppen der DDR in Plauen und diente danach bis 1990 als Berufsoffizier bei den Grenztruppen. 1986 wurde er „aufgrund politischer Probleme“ von der Grenze versetzt. Nach der deutschen Wiedervereinigung arbeitete Kalich von 1992 bis 2002 und von 2004 bis 2005 als Wachmann.

## Politik
1994 wurde Kalich, der seit 1979 der SED angehört hatte, in den Gemeinderat von Blankenstein gewählt, dem er bis 2004 angehörte. Von 2004 bis 2010 war er 1. Beigeordneter der Gemeinde Blankenstein. 2010 wurde er zum Bürgermeister in Blankenstein gewählt. Seit 2003 ist er Mitglied im Kreistag des Saale-Orla-Kreises und seit 2024 Fraktionsvorsitzender. 2001 wurde er stellvertretender Kreisvorsitzender seiner Partei sowie 2003 Mitglied des Landesvorstandes. Als Nachrücker für Kersten Naumann zog er am 20. Oktober 2005 in den Thüringer Landtag ein, verfehlte jedoch bei der Landtagswahl 2009 sowohl als Direktkandidat im Wahlkreis Saale-Orla-Kreis I als auch als Listenbewerber (Platz 26) den Wiedereinzug ins Parlament. Von 2012 bis zur Landtagswahl 2024 gehörte er dem Landtag wieder an. Er übernahm eines der Mandate, das durch den Wahlerfolg von Linke-Politikern bei den Kommunalwahlen in Thüringen 2012 frei geworden war. Im Landtag war Kalich Sprecher für Kommunalfinanzen für die Fraktion Die Linke sowie Mitglied des Innen- und des Haushalts- und Finanzausschusses.

## Mitgliedschaften
Kalich ist Beisitzer im Saale-Orla Kreissportbund e. V.